# 1946년 전국소년축구대회
1946년 전국소년축구대회는 전국소년축구대회의 1946년 시즌 축구 대회이다. 1946년 4월 12일부터 4월 16일까지 미군정 조선 경기도 경성부에 있는 서울운동장과 중앙중학교 운동장에서 개최되었다.

## 경기장
| 경기장            | 도시 | 좌석 | 수용 | 비고 |
| ----------------- | ---- | ---- | ---- | ---- |
| 서울운동장        | 경성 |      |      |      |
| 중앙중학교 운동장 | 경성 |      |      |      |

## 축구단
| 부문       | 축구단                        | 도시 | 첫 참가 | 횟수 | 선수 | 비고 |
| ---------- | ----------------------------- | ---- | ------- | ---- | ---- | ---- |
| 국민학교부 | 경성광희공립국민학교 축구단   | 경성 | 1946    | 1    |      |      |
| 국민학교부 | 경성교동공립국민학교 축구단   | 경성 | 1946    | 1    |      |      |
| 국민학교부 | 경성서강공립국민학교 축구단   | 경성 | 1946    | 1    |      |      |
| 국민학교부 | 경성안산공립국민학교 축구단   | 경성 | 1946    | 1    |      |      |
| 국민학교부 | 경성창천공립국민학교 축구단   | 경성 | 1946    | 1    |      |      |
| 국민학교부 | 서울국민학교 축구단           | 경성 | 1946    | 1    |      |      |
| 국민학교부 | 서울금화국민학교 축구단       | 경성 | 1946    | 1    |      |      |
| 국민학교부 | 시흥공립국민학교 축구단       | 경성 | 1946    | 1    |      |      |
| 국민학교부 | 신성학원 축구단               | 경성 | 1946    | 1    |      |      |
| 국민학교부 | 양주공립국민학교 축구단       | 양주 | 1946    | 1    |      |      |
|            |                               |      |         |      |      |      |
| 중등학교부 | 경동공립중학교 축구단         | 경성 | 1946    | 1    |      |      |
| 중등학교부 | 경성사범학교부속중학교 축구단 | 경성 | 1946    | 1    |      |      |
| 중등학교부 | 경성상업실천학교 축구단       | 경성 | 1946    | 1    |      |      |
| 중등학교부 | 경성전기학교 축구단           | 경성 | 1946    | 1    |      |      |
| 중등학교부 | 대신상업학교 축구단           | 경성 | 1946    | 1    |      |      |
| 중등학교부 | 동신공업학교 축구단           | 경성 | 1946    | 1    |      |      |
| 중등학교부 | 배재중학교 축구단             | 경성 | 1946    | 1    |      |      |
| 중등학교부 | 조선전기공업중학교 축구단     | 경성 | 1946    | 1    |      |      |

## 참고 문헌
- 《대한체육회 50년》. 대한체육회. 1970. 2020년 11월 8일에 원본 문서에서 보존된 문서. 2022년 11월 5일에 확인함.
- 《대한체육회 70년사》. 대한체육회. 1990. 2020년 11월 8일에 원본 문서에서 보존된 문서. 2022년 11월 5일에 확인함.
- 《대한체육회 90년사》. 대한체육회. 2011. 2020년 11월 8일에 원본 문서에서 보존된 문서. 2022년 11월 5일에 확인함.
- 대한체육회 100주년 기념사업부 (2020). 《대한민국 체육 100년》. 대한체육회.
- 《대한민국 체육 100년 Ⅰ 통사 (민족과 함께 한 대한민국 체육 100년)》. 대한체육회. 2020.
- 《대한민국 체육 100년 Ⅱ 민족의 구심체, 조선체육회 (1920~1945)》. 대한체육회. 2020.
- 《대한민국 체육 100년 Ⅲ 세계를 향한 도전 (1945~1980)》. 대한체육회. 2020.
- 《대한민국 체육 100년 Ⅳ 스포츠로 꽃피운 대한민국 (1981~2000)》. 대한체육회. 2020.
- 《대한민국 체육 100년 Ⅴ 스포츠강국을 넘어 선진국으로(2001~2020)》. 대한체육회. 2020.
- 《韓國蹴球百年史(한국축구백년사)》. 대한축구협회. 1986.
- “全國少年蹴球大會(전국소년축구대회)”. 조선일보. 1946년 3월 14일.
- “全國少年蹴球(전국소년축구) 四月中旬(사월중순)서울에서”. 동아일보. 1946년 3월 15일.
- “少年蹴球今日開幕(소년축구금일개막)”. 조선일보. 1946년 4월 12일.
- “少年蹴球大會第一日戰績(소년축구대회제일일전적)”. 조선일보. 1946년 4월 13일.
- “今日(금일)의運動(운동)”. 조선일보. 1946년 4월 14일.
- “少年蹴球戰績(소년축구전적)”. 조선일보. 1946년 4월 14일.
- “少年蹴球第(소년축구제) 三日(삼일)의戰績(전적)”. 조선일보. 1946년 4월 15일.
- “今日(금일)이運動(운동)”. 조선일보. 1946년 4월 16일.
- “少年蹴球大會(소년축구대회) 第四日各團戰績(제사일각단전적)”. 조선일보. 1946년 4월 16일.
- “少年蹴球大會終幕(소년축구대회종막) 麻浦(마포)·孝勝優勝(효승우승) 中等校團(중등교단)은追商(추상)”. 조선일보. 1946년 4월 17일.